# 中92線
中92線 社寮角－食水嵙，是位於台中市的一條鄉道，西北起台中市新社區社寮角，東南至台中市新社區食水嵙，全長2.572公里。

## 路線說明
台中市
- 新社區：社寮角（起點， 中93線岔路）→ 中正街 → 羅厝 → 張厝 → 食水嵙（終點， 市道129號岔路）

## 歷史沿革
本線自1961年即編為北67線，惟當時路線名為社寮角－食水村間2.633Km，里程稍長於現今路線，至1983年里程修改為2.572Km，並同時將終點地名食水村更改為食水嵙迄今。

## 沿線地標、設施
- 食水嵙溪
- 食水嵙坑專業發展區
- 本線為2013年新社花海節聯外道路

## 連接公路
- 中93線
- 市道129號